# Sphegina mikado
Sphegina mikado är en tvåvingeart som beskrevs av Mutin 2001. Sphegina mikado ingår i släktet midjeblomflugor, och familjen blomflugor. Inga underarter finns listade i Catalogue of Life.